# Pseudoboa haasi
Pseudoboa haasi är en ormart som beskrevs av Boettger 1905. Pseudoboa haasi ingår i släktet Pseudoboa och familjen snokar. Inga underarter finns listade i Catalogue of Life.
Denna orm förekommer i sydöstra Brasilien i delstaterna Paraná, Santa Catarina och Rio Grande do Sul samt i norra Argentina i provinsen Misiones. Pseudoboa haasi lever i tropiska regnskogar samt i skogar som domineras av träd av brödgranssläktet. Troligtvis besöker den angränsande landskap. Den är dagaktiv och vistas främst på marken. Födan utgörs av ödlor, små däggdjur och av andra ormar. Honor lägger 4 till 7 ägg per tillfälle.
Fram till 1970-talet avverkades många skogar med träd av brödgransläktet. Pseudoboa haasi har däremot bra anpassningsförmåga till förändrade landskap. IUCN kategoriserar arten globalt som livskraftig.